# 费州
费州，中国唐朝时设置的州。
贞观年间置，治所在涪川县（今贵州省思南县）。下辖涪川县、多田县、扶阳县、城乐县（今贵州省凤冈县）。辖境相当今贵州省思南县及德江县南部。天宝初年，改涪川郡。乾元初年，复为费州。后废。 
费州刺史
- 裴瑀（唐高宗、武后时）
- 狄光嗣（开元年间）
- 范味虚（唐肃宗时）
- 严郢（782年）
- 裴行立（809年）
- 张某（855年）
- 高彦（896年）